# Karersee
Jezero Karersee (italsky Lago di Carezza, ladinsky Lech de Ciareja) se nachází pod průsmykem Karerpass na úpatí horské skupiny Latemar v Jižním Tyrolsku (Itálie). Je chráněno jako přírodní památka.

## Poloha
Jezero Karersee se nachází v západních Dolomitech v lese Latemarwald v horní části údolí Eggental, necelých 20 kilometrů jihovýchodně od města Bolzano v nadmořské výšce 1520 metrů na území obce Nova Levante. Nejbližší osadou je Karersee. Přibližně 300 m dlouhá a 140 m široká vodní plocha je napájena podzemními prameny z pohoří Latemar. Hloubka a velikost jezera jsou znatelně sezónní a závislé na počasí; největší hloubka je údajně asi 22 m. V zimě jezero občas navštěvují potápěči, kteří provádějí ponory pod silnou vrstvou ledu a zaznamenávají podvodní hru barev na dokumentární filmy. Malé horské jezero je proslulé především svou sytě zelenou vodou a horskou kulisou tyčící se nad okolními lesy, v jejichž pozadí se tyčí skupina Latemar na jihu a Rosengarten na severovýchodě. Kolem jezera se opřádá mnoho jihotyrolských pověstí a motivy s jezerem si pro své obrazy či příběhy vybrali četní malíři a spisovatelé.

## Galerie

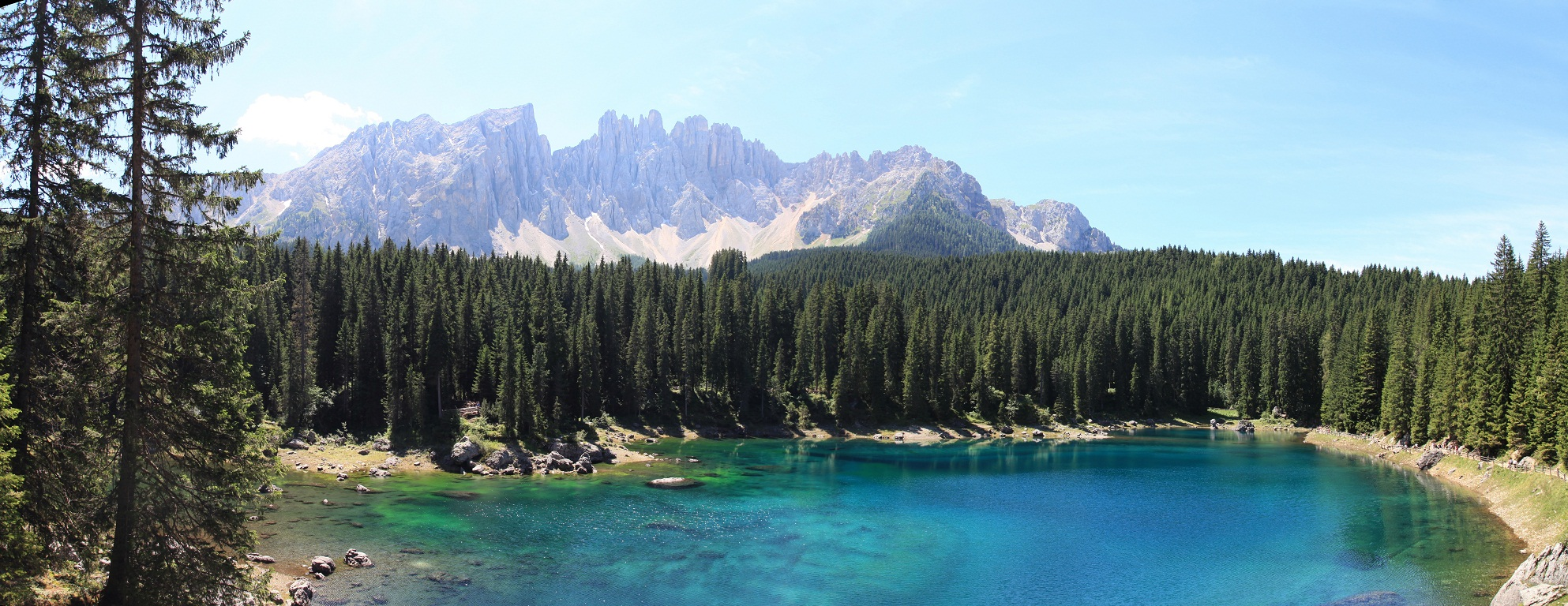
Jezero Karersee
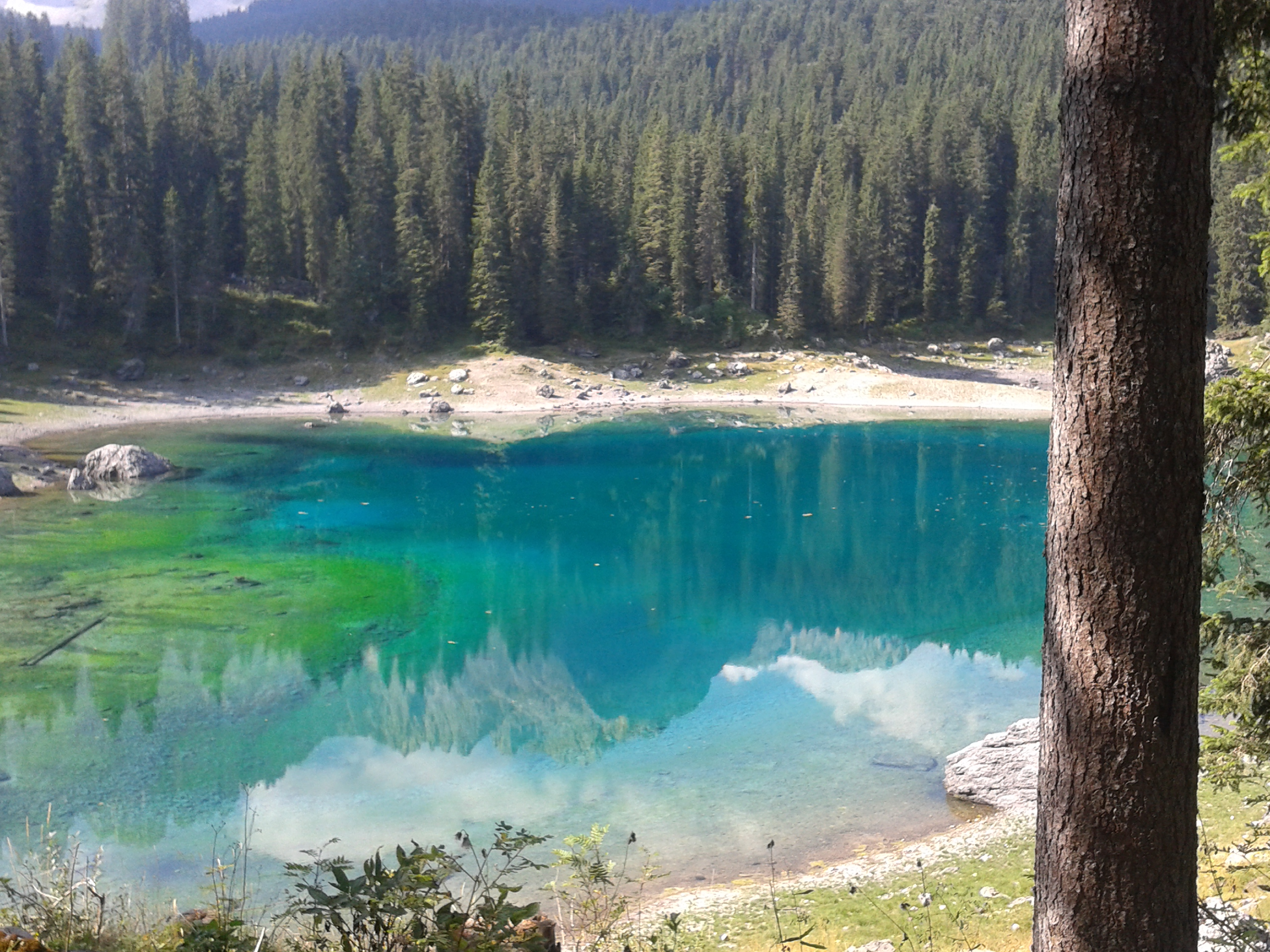
Jezero Karersee
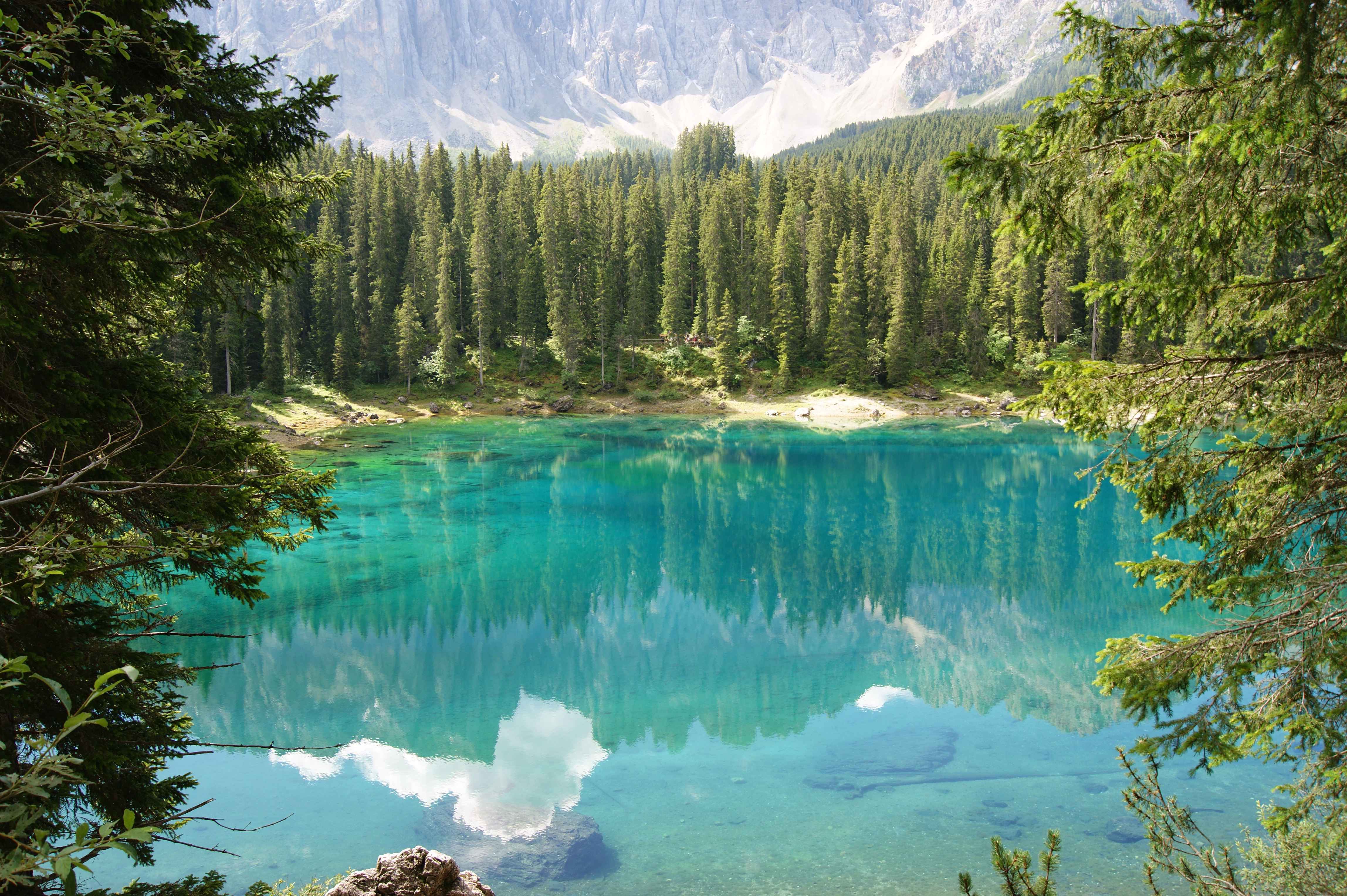
Jezero Karersee
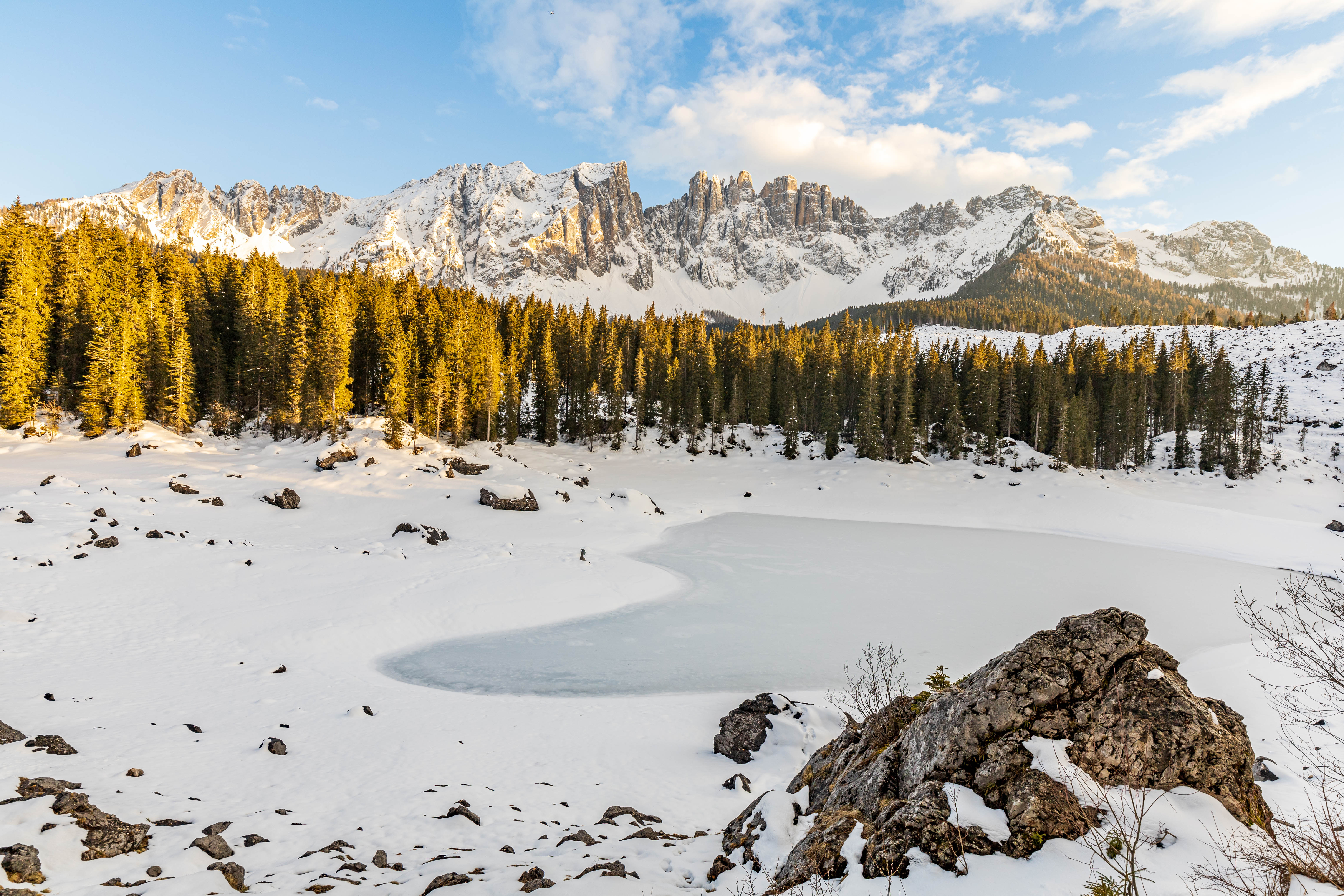
Karersee v zimě

## Dostupnost
K jezeru se dostanete po silnici SS 241. V blízkosti jezera prochází silnice do průsmyku Karerpass, která je v létě obzvláště frekventovaná. Jezero je oplocené a na jeho břehy se nesmí vstupovat.

## Související stránky
- Seznam jezer v Itálii